# Lakeshore Entertainment
Lakeshore Entertainment ist eine amerikanische Filmproduktionsgesellschaft von Independentfilmen mit Sitz in Beverly Hills. Gegründet wurde das Unternehmen von Tom Rosenberg und Ted Tannenbaum im Jahre 1994. Seitdem hat es über 60 Filme produziert, darunter das mit vier Oscars ausgezeichneten Million Dollar Baby (2004).
Zum Unternehmen gehört das Musiklabel Lakeshore Records.

## Filme (Auswahl)
- I, Frankenstein (2014)
- Gone (2012)
- Underworld: Awakening (2012)
- Crank 2: High Voltage (2009)
- Underworld – Aufstieg der Lykaner (2009)
- Henry Poole – Vom Glück verfolgt (2008)
- Untraceable (2008)
- The Midnight Meat Train (2008)
- Zauber der Liebe (2007)
- Blood and Chocolate (2007)
- The Last Kiss (2007)
- She’s the Man – Voll mein Typ! (2006)
- Underworld: Evolution (2006)
- Der Pakt (2006)
- Der Exorzismus von Emily Rose (2005)
- Million Dollar Baby (2004)
- Underworld (2003)
- Bulletproof Monk – Der kugelsichere Mönch (2003)
- Arlington Road (1999)
- Echt Blond (1997)